# Faore
Faore ist ein Motu des Atolls Sikaiana und gehört zur Malaita-Provinz, Salomonen.